# 표명일
표명일(表明一, 1975년 12월 23일~2022년 1월 12일)은 대한민국의 농구코치이다. 1998년 현 울산 모비스 피버스인 부산 기아 엔터프라이즈로 입단하였고, 2002년 kcc 이지스를 거쳐 2007년 1월 원주 동부 프로미로 이적하였다. 부산 KT 소닉붐에서 입단하여 2012년에 은퇴하였다. 2014년 원주 동부 프로미의 코치로 선임되었다.

## 학력
- 행당초등학교
- 양정중학교
- 양정고등학교

## 선수 경력
- 1998년~ 2002년 부산 기아 엔터프라이즈
- 2002년~ 2007년 1월 전주 KCC 이지스
- 2007년 1월~ 2010년 원주 동부 프로미
- 2010년~ 2012년 부산 KT 소닉붐
- 2014년~ 원주 동부 프로미 코치

## 가족 관계
- 배우자: 정현희
  - 아들: 표승우, 표시우